# Giro di Toscana 1995
Il Giro di Toscana 1995, sessantanovesima edizione della corsa, si svolse il 18 giugno su un percorso di 209 km, con partenza a Chianciano Terme e arrivo ad Arezzo. Fu vinto dall'italiano Massimo Podenzana della Brescialat-Fago davanti ai suoi connazionali Denis Zanette e Alberto Elli.

## Ordine d'arrivo (Top 10)
| Pos. | Corridore         | Squadra                      | Tempo    |
| ---- | ----------------- | ---------------------------- | -------- |
| 1    | Massimo Podenzana | Brescialat-Fago              | 5h18'22" |
| 2    | Denis Zanette     | Aki-Gipiemme-Pitti Shoes     |          |
| 3    | Alberto Elli      | MG Boys Maglificio-Technogym |          |
| 4    | Stefano Cattai    | ZG Mobili-Selle Italia       |          |
| 5    | Andrea Tafi       | Mapei-GB                     |          |
| 6    | Vladislav Bobrik  | Gewiss-Ballan                |          |
| 7    | Paolo Lanfranchi  | Brescialat-Fago              |          |
| 8    | Bruno Cenghialta  | Gewiss-Ballan                |          |
| 9    | Andrea Noè        | Mapei-GB                     |          |
| 10   | Franco Vona       | MG Boys Maglificio-Technogym |          |